# Alexandra Ivy
Pour les articles homonymes, voir Ivy et Raleigh.
Œuvres principales
- Série Les Gardiens de l'éternité

Alexandra Ivy, nom de plume de Deborah Raleigh, née le 14 avril 1961 à Casper dans le Wyoming, est une écrivaine américaine de fantasy.

## Biographie
Alexandra Ivy est le nom de plume de Deborah Raleigh, qui est l'auteur de plus de trente livres pour Kensington Publishing. Elle a publié sous ce nom sa série Les Gardiens de l'éternité.
Elle aime voyager. Elle vit dans le Missouri avec son mari David, et leurs deux fils, Chance et Alexander.

## Œuvres

### UniversLes Gardiens de l'éternité

#### SérieLes Gardiens de l'éternité
1. Dante, Milady, 2011 ((en) When Darkness Comes, 2007)
2. Viper, Milady, 2011 ((en) Embrace The Darkness, 2007)
3. Styx, Milady, 2011 ((en) Darkness Everlasting, 2008)
4. Cezar, Milady, 2011 ((en) Darkness Revealed, 2009)
5. Jagr, Milady, 2012 ((en) Darkness Unleashed, 2009)
6. Salvatore, Milady, 2012 ((en) Beyond the Darkness, 2010)
7. Tane, Milady, 2012 ((en) Devoured by Darkness, 2010)
8. Ariyal, Milady, 2013 ((en) Bound By Darkness, 2011)
9. Caine, Milady, 2013 ((en) Fear the Darkness, 2012)
10. Santiago, Milady, 2013 ((en) Darkness Avenged, 2013)
11. Roke, Milady, 2015 ((en) Hunt the Darkness, 2014)
12. Cyn, Milady, 2015 ((en) When Darkness Ends, 2015)
13. Chiron, Milady, 2019 ((en) Darkness Returns, 2019)
14. Tarak, Milady, 2020 ((en) Beware the Darkness, 2019)
15. Ulric, Milady, 2021 ((en) Conquer the Darkness, 2019)
16. Basq, Milady, 2022 ((en) Shades of Darkness, 2020)
17. Xi, Milady, 2022 ((en) Darkness Betrayed, 2021)
18. (en) Bewitch the Darkness, 2021

Recueil de nouvelles
- Amours immortelles, Milady, 2018
  - Tome  7,5 : Victor, 2018 ((en) Taken by Darkness, 2010)Initialement publiée dans l’anthologie Yours For Eternity
  - Tome  7,6 : Uriel, 2018 ((en) Darkness Eternal, 2011)Initialement publiée dans l’anthologie Supernatural
  - Tome  8,5 : Luc, 2018 ((en) Where Darkness Lives, 2011)Initialement publiée dans l’anthologie The Real Werewives of Vampire County

Nouvelles
- Tome  9,5 : Levet, Milady, 2013 ((en) Levet, 2013)Parue dans l’anthologie Les Amants des ténèbres
- Tome 10,5 : (en) Extra Guardian of Eternity, 2014Disponible uniquement en ligne[1]
- Tome 11,5 : (en) A Very Levet Christmas, 2014Parue en eBook
- Tome 15,5 : (en) Sacrifice of Darkness, 2020
- Tome 16,5 : (en) Slayed by Darkness, 2021

#### SérieLes Dragons de l'éternité
1. Baine, Milady, 2016 ((en) Burned by Darkness, 2015)
2. Torque, Milady, 2017 ((en) Scorched by Darkness, 2016)
3. Char, Milady, 2018 ((en) Charred by Darkness, 2017)

### SérieImmortal Rogues
1. (en) My Lord Vampire, 2012
2. (en) My Lord Eternity, 2012
3. (en) My Lord Immortality, 2012

### SérieLes Sentinelles
1. Forgé dans le sang, Milady, 2014 ((en) Born in Blood, 2013)
2. Tueur de sang, Milady, 2015 ((en) Blood Assassin, 2014)
3. Fièvre de sang, Milady, 2017 ((en) Blood Lust, 2016)

Nouvelles
- Tome 0,5 : (en) Out of Control, 2014
- Tome 2,5 : (en) On the Hunt, 2015

### SérieThe Rapture
1. (en) First Rapture, 2013
2. (en) Sinful Rapture, 2014
3. (en) Sweet Rapture, 2016

### SérieHellion's Den
1. (en) Some Like It Wicked, 2014
2. (en) Some Like It Sinfull, 2014
3. (en) Some Like It Brazen, 2014

### SérieAres
1. (en) Kill Without Mercy, Kensington, 2015
2. (en) Kill Without Shame, Kensington, 2016

### SérieBranded Packs
Cette série est coécrite avec Carrie Ann Ryan.
1. (en) Stolen & Forgiven, 2015
2. (en) Abandoned & Unseen, 2015
3. (en) Buried & Shadowed, 2016

### SérieMasters of Seduction
Masters of Seduction est une série de huit nouvelles écrites par des auteures différentes. La série a été publiée en deux volumes de quatre tomes en 2014 par Obsidian House Books.
1. (en) Merciless: House of Gravori, 2014 : écrite par Lara Adrian
2. (en) Soulless: House of Romerac, 2014 : écrite par Donna Grant
3. (en) Shameless: House of Vipera, 2014 : écrite par Laura Wright (en)
4. (en) Ruthless: House of Xanthe, 2014 : écrite par Alexandra Ivy
5. (en) Priceless: House of Ebarron, 2014 : écrite par Lara Adrian
6. (en) Boundless: House of Drohas, 2014 : écrite par Donna Grant
7. (en) Dauntless: House of Trevanion, 2014 : écrite par Laura Wright (en)
8. (en) Reckless: House of Furia, 2014 : écrite par Alexandra Ivy

### SérieMagic for Hire
1. (en) Wild Magic, 2024
2. (en) Ancient Magic, 2024